# Banlieue

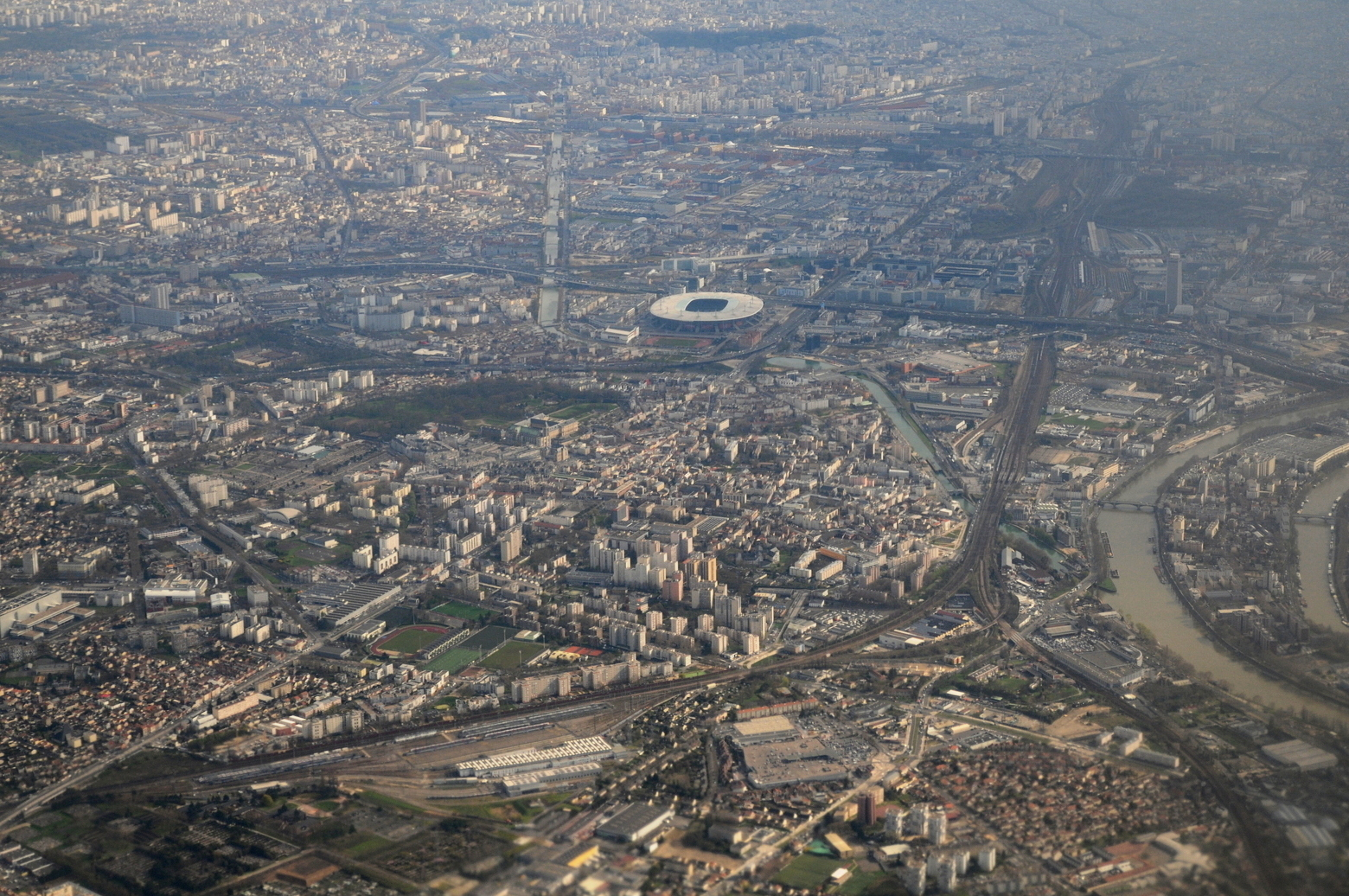
Vue de Saint-Denis, proche banlieue de Paris. En haut le boulevard périphérique et stade de France, la basilique Saint-Denis au centre.

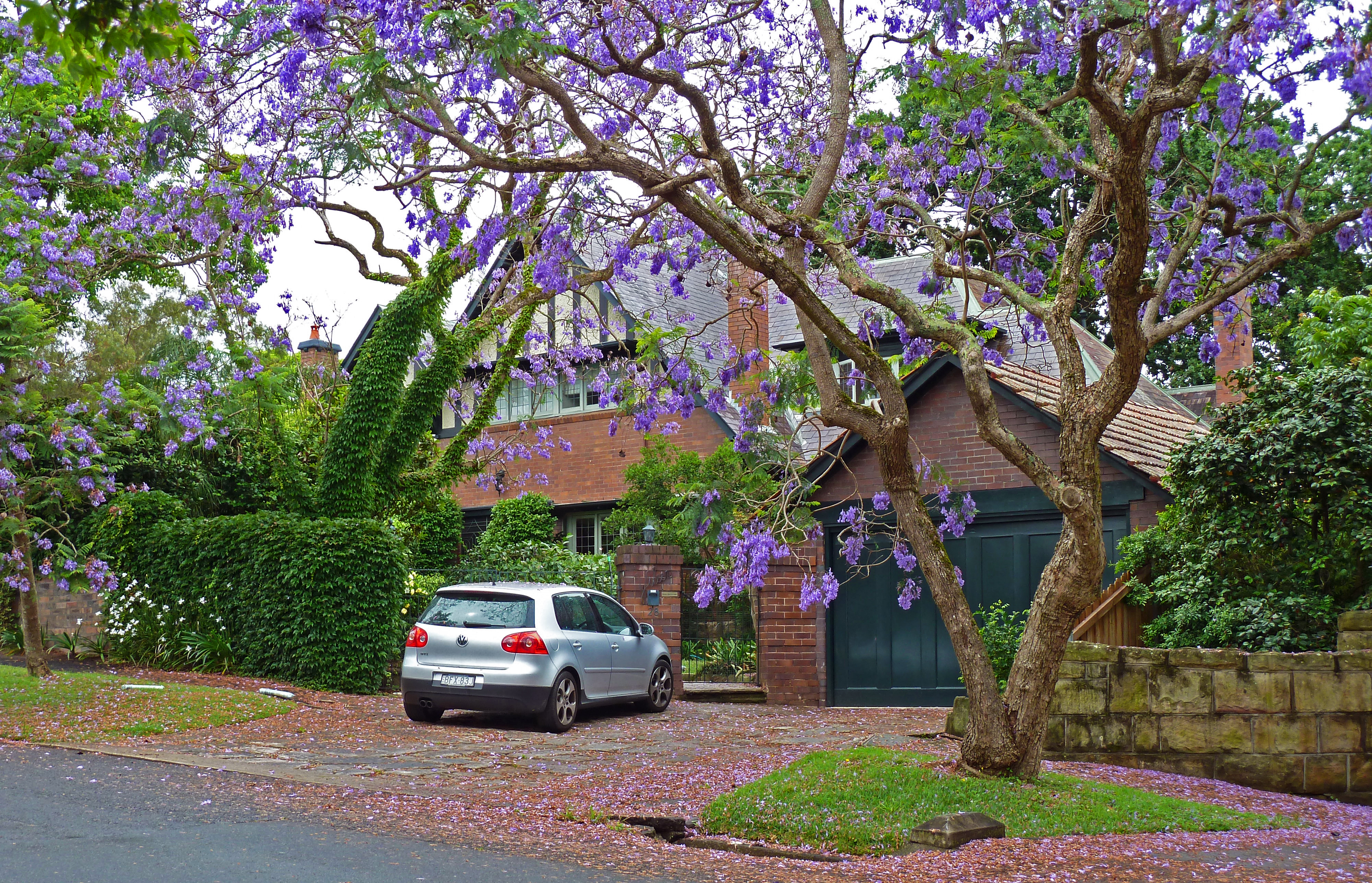
Banlieue pavillonnaire du nord de Sydney (Australie).

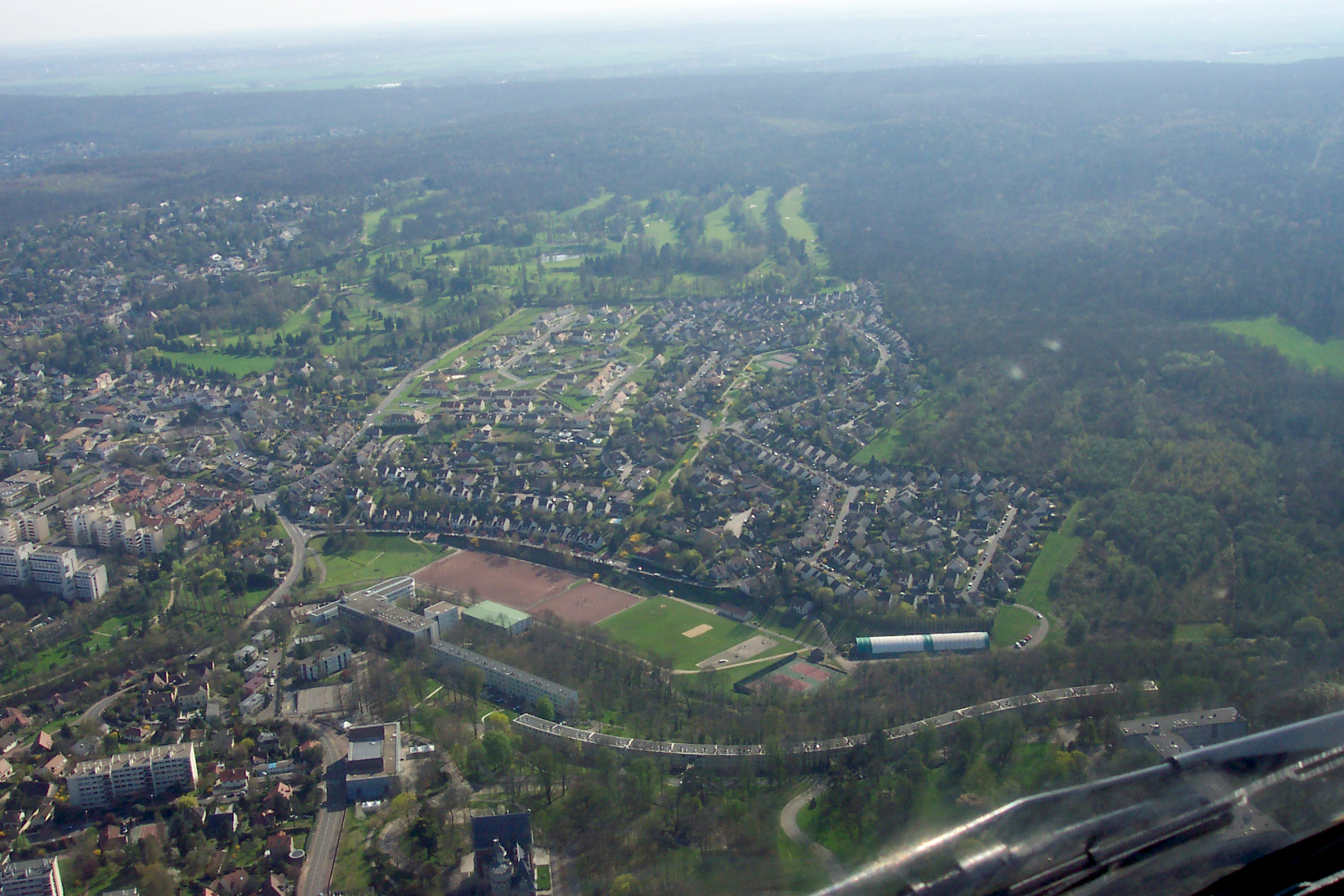
Grande banlieue parisienne, dans les Yvelines.

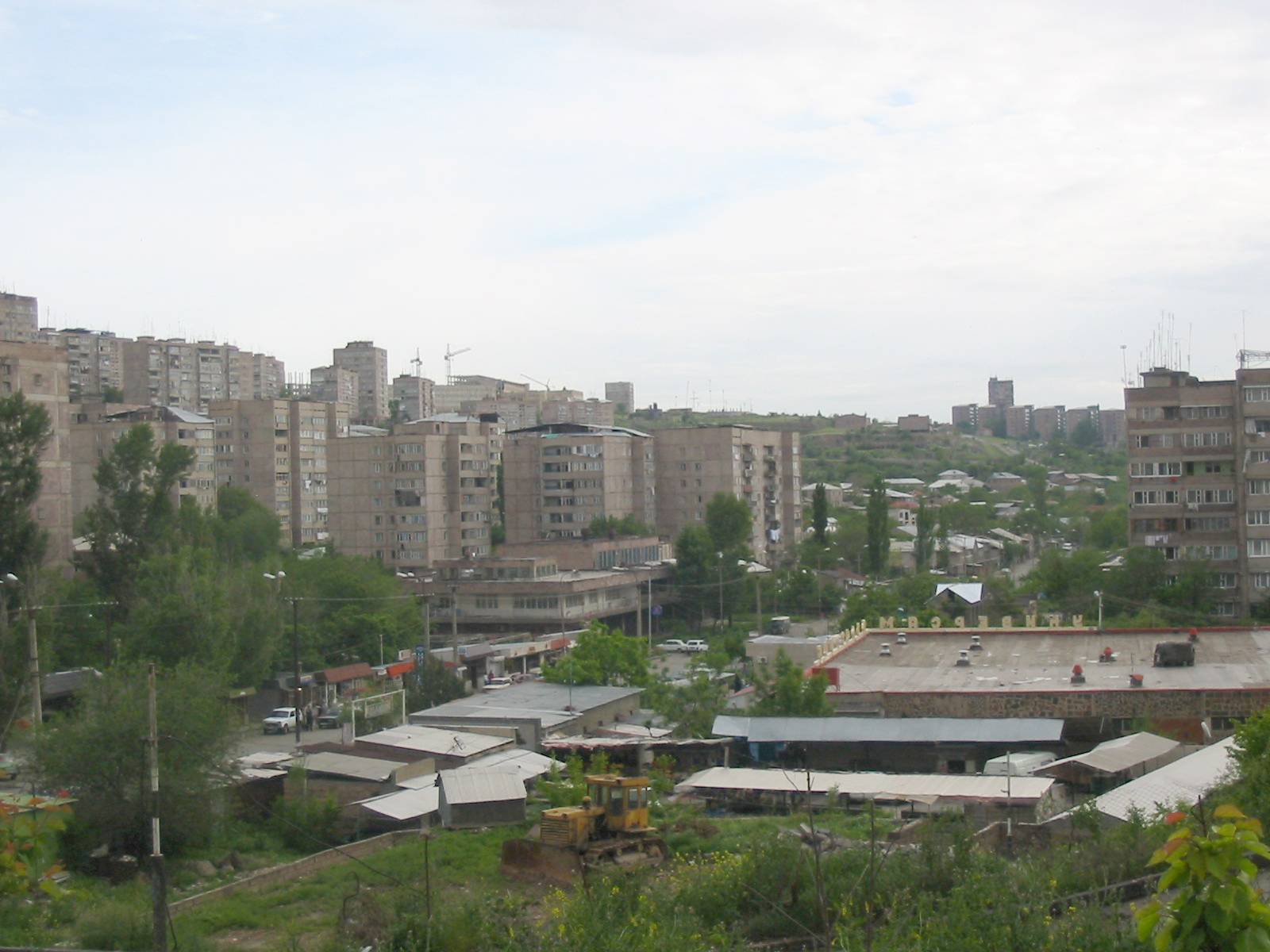
Banlieue d’Erevan (Arménie).

 (juillet 2024).
 (octobre 2023).
La banlieue , parfois aussi appelée première couronne, est la ceinture urbaine qui entoure une ville-centre. Elle est principalement résidentielle bien qu'elle puisse également inclure des espaces commerciaux. Une banlieue peut exister au sein d'une plus grande ville ou constituer une entité administrative distincte. Le terme désigne une zone qui n'est pas aussi densément peuplée que la ville-centre mais qui l'est plus qu'une zone rurale.
Elle est constituée des communes environnantes de la ville-centre autrefois d'anciens faubourgs extra-muros, et progressivement rattachées à elles par l'étalement urbain. Les banlieues sont souvent en France distinguées par leur distance à la ville-centre. On trouve la proche banlieue, plus généralement appelée « petite couronne » autour de la ville-centre, et grande banlieue, qui désigne les communes les plus périphériques rattachées au périurbain. La notion de banlieue dénote des formes urbaines différentes de celles de la ville sans pouvoir exister de façon totalement indépendantes de celles-ci. L’existence des banlieues est donc le résultat d’un débordement de la ville au-delà de ses murs ou limites (souvent inhérent à l’existence de ces limites) ou encore d’un étalement urbain.

## Étymologie et perception du terme
Attesté dès le début du XIIe siècle, durant les premières années du règne de Louis le Gros, sous la forme bas latine banleuga, le mot banlieue a pour racine celui de « ban », terme féodal d’origine franque désignant la loi seigneuriale, puis la convocation des vassaux par leur suzerain et de là, le territoire sous la juridiction d’un seigneur, là où ses décisions étaient l’objet de proclamations. S’appliquant à une ville, le terme de banlieue se mit à désigner l’étendue de pays, d’une lieue ou de plusieurs lieues – et la lieue variait d’une région à l’autre – soumise au pouvoir de commandement d’un seigneur et, de plus en plus souvent d’une municipalité. Dans cette première acception juridique, la banlieue est inversement le lieu où s’exerce l’autorité et en définitive, un lieu intégré. Cette acception demeure encore au XVIIIe siècle.
Le mot se charge de connotations dépréciatives au début du XIXe siècle. L'espace périphérique des grandes agglomérations est alors regardé comme le lieu où vit une population géographiquement proche, mais qui conserve des attitudes provinciales vues comme arriérées car elle ne vibre pas au rythme de la ville. C’est, dans les Misérables de Victor Hugo, le mépris qu’exprime la chanson de Gavroche lorsque l’autorité fait donner des gardes nationaux de banlieue contre les émeutiers de juin 1832 :
On est laid à Nanterre,

C'est la faute à Voltaire,

Et bête à Palaiseau,

C’est la faute à Rousseau.
— Victor Hugo, la chanson de Gavroche, Misérables
On trouve encore l’écho de ce contenu péjoratif du concept de « banlieue » lors de l’apparition du terme « banlieusard », attesté pour la première fois en 1889 à l’occasion d’une polémique de nature politique entre élus de Paris et élus de banlieue, les premiers accusant les seconds d’être des ruraux, attardés et réactionnaires, des « banlieusards ». Le terme a rapidement perdu de sa charge péjorative pour venir désigner les actifs – ouvriers et surtout employés – résidant en banlieue et venant travailler tous les jours à Paris par les chemins de fer, les bateaux ou les tramways. Ce qu’on est convenu d’appeler les « migrations alternantes » ou les « mouvements pendulaires » étaient déjà importants à Paris avant 1914. « Banlieusard » a gardé ce sens jusqu’à nos jours.
C’est à la suite d’une longue évolution, qui commence au début du XIXe siècle, que le mot banlieue lui-même en est venu, employé au singulier ou au pluriel, à désigner les quartiers populaires de la périphérie des grandes villes, tout particulièrement les ensembles bâtis après 1950 – les « grands ensembles » ou les « cités » – et réputés concentrer aujourd’hui une population de nationalité ou, par les parents, d’origine étrangère, plus spécialement d’Afrique du Nord ou, plus récemment, d’Afrique noire. Le mot sert de désignation commode, dans la presse et dans le langage courant, pour la population dite « immigrée » dont l’intégration au reste de la population est difficile, que ce soit en raison du chômage de masse apparu à la fin des années 1970 ou des discriminations diverses dont elle est en général l’objet, liées précisément à ses origines et, surtout, à son statut social. Divers synonymes proches de l’euphémisme, issus d’ailleurs du langage administratif[réf. nécessaire], sont récemment apparus, comme « quartiers sensibles », ou même « les quartiers » tout court.
Les territoires qui correspondent à ce que sont, historiquement, géographiquement et administrativement, les banlieues des grandes villes françaises, d’une diversité, à la fois dans l’origine et le statut social de leurs habitants, infiniment plus grande que ce que l’usage du mot implique. Les « cités » elles-mêmes ne se résument pas aux images que le mot banlieue a peu à peu forgées dans les consciences. Ainsi l’opposition souvent faite entre banlieues françaises, réputées populaires et terres d’exclusion, et les banlieues anglo-saxonnes, réputées pavillonnaires et peuplées par les classes moyennes ou riches, est largement fausse. À Paris, la banlieue qui s’est d’abord développée, dans la première moitié du XIXe siècle, est la banlieue bourgeoise (Maisons-Laffitte, Le Vésinet…) et c’est pour la desservir que le chemin de fer est apparu (ligne Paris - Saint-Germain-en-Laye) ; le pavillonnaire a joué un rôle considérable dans la construction et le peuplement de nombreuses zones suburbaines à partir de la fin du XIXe siècle, et, dans l’entre-deux-guerres, le phénomène des lotissements en banlieue a même représenté la principale offre de logement, populaire ou bourgeois. Le développement dit « péri-urbain », aujourd’hui, est dans la continuité de ces mouvements. Des remarques allant dans le même sens pourraient être faites à propos d’autres villes françaises.
On pourrait donc avancer l’hypothèse d’une histoire et d’une évolution parallèles du phénomène de la banlieue urbaine en Europe et en Amérique du Nord, mais les connaissances actuelles, trop disparates et trop spécialisées, rendent difficile une telle approche, qui va contre les clichés. Le phénomène ne saurait en tout cas se comprendre sans une analyse – soit au cas par cas soit dans une optique d’étude comparée – de l’ensemble de l’agglomération dont la banlieue est toujours partie prenante : évolution du peuplement des centres-villes, développement des moyens de communication, rôle des politiques publiques, etc. Il convient aussi de toujours être clair et précis sur la définition administrative ou coutumière, qui d’ailleurs peut varier dans le temps, de la banlieue dont on parle, de façon à éviter le flou qui préside à beaucoup de discours où l’on mélange faubourgs, périphérie et banlieue(s).

## Types de banlieue
Il n'est pas admis en géographie urbaine que la banlieue aurait une seule et unique fonction. Au contraire, le terme banlieue est à nuancer du fait de ses disparités multiples. En effet, toutes les communes de banlieues n'ont pas la même fonction économique ou sociale. Il est possible de proposer une typologie de la banlieue applicable en France, mais plus largement au système de villes comprenant un modèle centre-périphérie. En effet, toutes les communes de banlieue n'ont pas le même rôle au sein d'une agglomération et présentent des types de bâti relatifs à leurs fonctions différents.
- Les banlieues ouvrières : elles apparaissent au XIXe siècle durant la révolution industrielle. Elles comprennent, selon les territoires, des pavillons destinés aux ouvriers, des immeubles construits proches des lieux de production, et, plus récemment, des grands ensembles construits dans les années 1960.
- Les banlieues-dortoirs : le terme apparaît dans les années 1980 afin de désigner les banlieues comprenant uniquement des logements. Souvent, elles sont caractérisées par la présence de maisons individuelles. On parle alors de banlieue pavillonnaire. Ces espaces sont caractérisés par la non présence d'activités économiques. Cela s'observe par les migrations pendulaires quotidiennes des habitants rejoignant leur lieu de travail situé dans un centre, et regagnant leur logement le soir venu.
- Les banlieues résidentielles : elles sont présentes en Europe et en Amérique du Nord ainsi que dans certains pays émergents. Plus ou moins aisées, elles regroupent des lotissements d'habitations parfois sécurisés et fermés. Elles sont connues sous le terme anglais de gated communities.

Plusieurs philosophes ou urbanistes ont imaginé des systèmes urbains utopiques reconsidérant le rôle de la banlieue. Ainsi, Étienne Cabet, homme politique socialiste français du XIXe siècle, théorise la cité idéale dans laquelle chaque unité urbaine, appelée phalanstère, disposerait de l'ensemble des éléments permettant de vivre harmonieusement. Le britannique Ebenezer Howard développe au début du XXe siècle la cité-jardin dans les banlieues ouvrières anglaises. L'idée est de ramener des éléments naturels au sein des quartiers ouvriers, apportant l'équilibre entre les avantages de la vie à la campagne et les avantages de la vie citadine.

## Europe

### Allemagne
En Allemagne, étant donné la plus forte densité de population, dans de nombreuses régions allemandes, beaucoup de villes sont reliées entre elles par une trame urbaine homogène sans créer un véritable centre. C’est le cas de la Ruhr qui constitue une conurbation. Cette conurbation existe par l'impossibilité de délimiter clairement les banlieues des villes-centres. L'étalement urbain allemand est justifié par la forte densité urbaine. 80 % de la population du pays habite en ville. À ce titre, la marginalisation de certains quartiers s'illustre non pas par leur mise à l'écart des centres urbains, mais par des îlots situés dans les centres-villes et les faubourgs, connaissant une forte paupérisation. On appelle ces espaces enclavés les Brennpunkte traduit par points chauds. Les banlieues allemandes connaissent aussi les influences de l'ex-RDA dont le régime communiste avait planifié une vaste politique urbaine de grands ensembles. Cependant, contrairement à la France, elles jouissent d'un attrait positif par des populations aisées. Ces grands ensembles abritent chacun des dizaines de milliers d'habitants. Avec la gentrification grandissante des centres-villes et la périurbanisation synonyme d'habitat individuel, des nouvelles logiques de dépréciation de ces espaces tendent à apparaître.

### France

Illustration des termes de « ville-centre », « banlieue », « couronne périurbaine », « unité urbaine » et « aire d'attraction d'une ville » d'après l’Insee.

En France, depuis l'établissement de la Troisième République au début des années 1870, les communes ont pour l'essentiel cessé de s'agrandir en fonction de l'extension de leur agglomération. La ville, qui correspond en France à la notion d'unité urbaine, n'a ainsi pas nécessairement de correspondance administrative unique, d’autres communes venant se lier aux villes-centres et forment la banlieue.
Depuis les annexions des banlieues des grandes villes françaises sous le Second Empire (Lyon en 1852, Lille en 1858, Paris en 1860, Bordeaux en 1865), la délimitation des communes françaises n'a en effet que peu évolué et n'a pas suivi l'évolution de l'urbanisation des agglomérations postérieure à 1870 si bien que presque toutes les grandes villes et villes moyennes de France possèdent une banlieue voire une couronne périurbaine. Dans les deux cas, elles sont divisées en de nombreuses entités administratives autonomes.

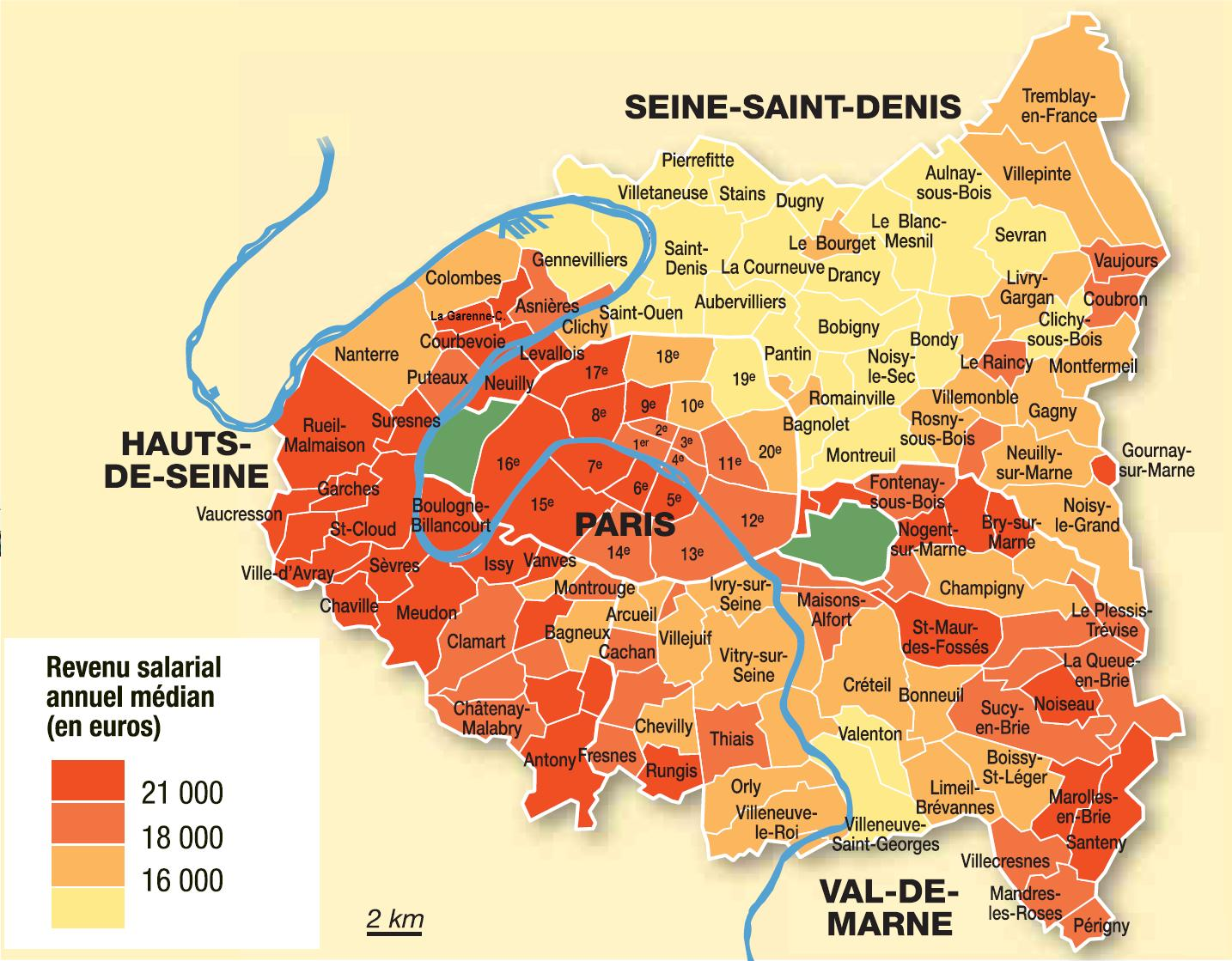
Les ménages aisés vivent essentiellement à l'ouest de la ville tandis que le nord-est concentre les populations les plus pauvres.

La banlieue est la zone urbanisée située autour de la ville-centre, cela comprend aussi bien des quartiers pavillonnaires que des quartiers plus populaires. La notion est donc socialement neutre et correspond à une réalité physique. Ainsi, dans l'agglomération parisienne, Neuilly-sur-Seine par exemple, appartient à la banlieue au même titre que La Courneuve ou Levallois-Perret. Pour les distinguer, on parlait à Paris, de banlieue aisée pour Neuilly et de banlieue défavorisée pour La Courneuve. La région parisienne peut être découpée en plusieurs zones. Dans le Nord-Ouest et le Nord-Est, sont concentrées beaucoup de « cités », vestiges d’anciennes zones ouvrières et industrielles. C’est le cas de la Seine-Saint-Denis, de l'Est et du Sud-Est du Val-d'Oise. À l’Ouest, la population est généralement plus aisée, on y trouve également le centre des affaires de La Défense ainsi que les villes aisées de Versailles, Le Vésinet, Saint-Germain-en-Laye ou Rueil-Malmaison par exemple. La banlieue Sud-Est est moins homogène. Près de Paris, il y a beaucoup de communes qui sont considérées comme « sensibles » (Bagneux, Malakoff, Massy, Les Ulis…), entrecoupées de zones résidentielles de meilleure réputation (Verrières-le-Buisson, Bourg-la-Reine, Antony, Fontenay-aux-Roses, Le Plessis Robinson , Sceaux…).

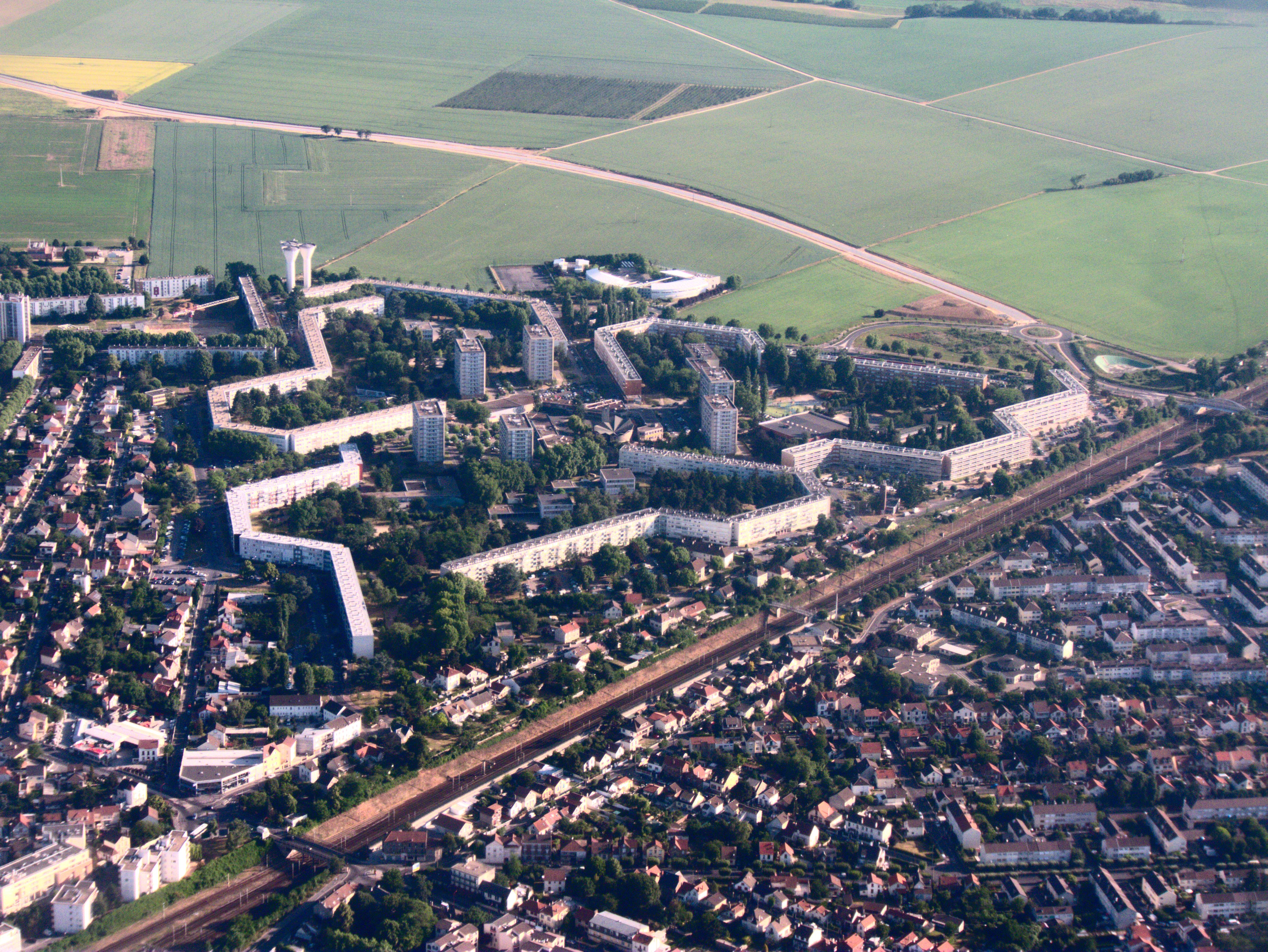
Grande banlieue parisienne, à Gonesse dans le Val-d'Oise.

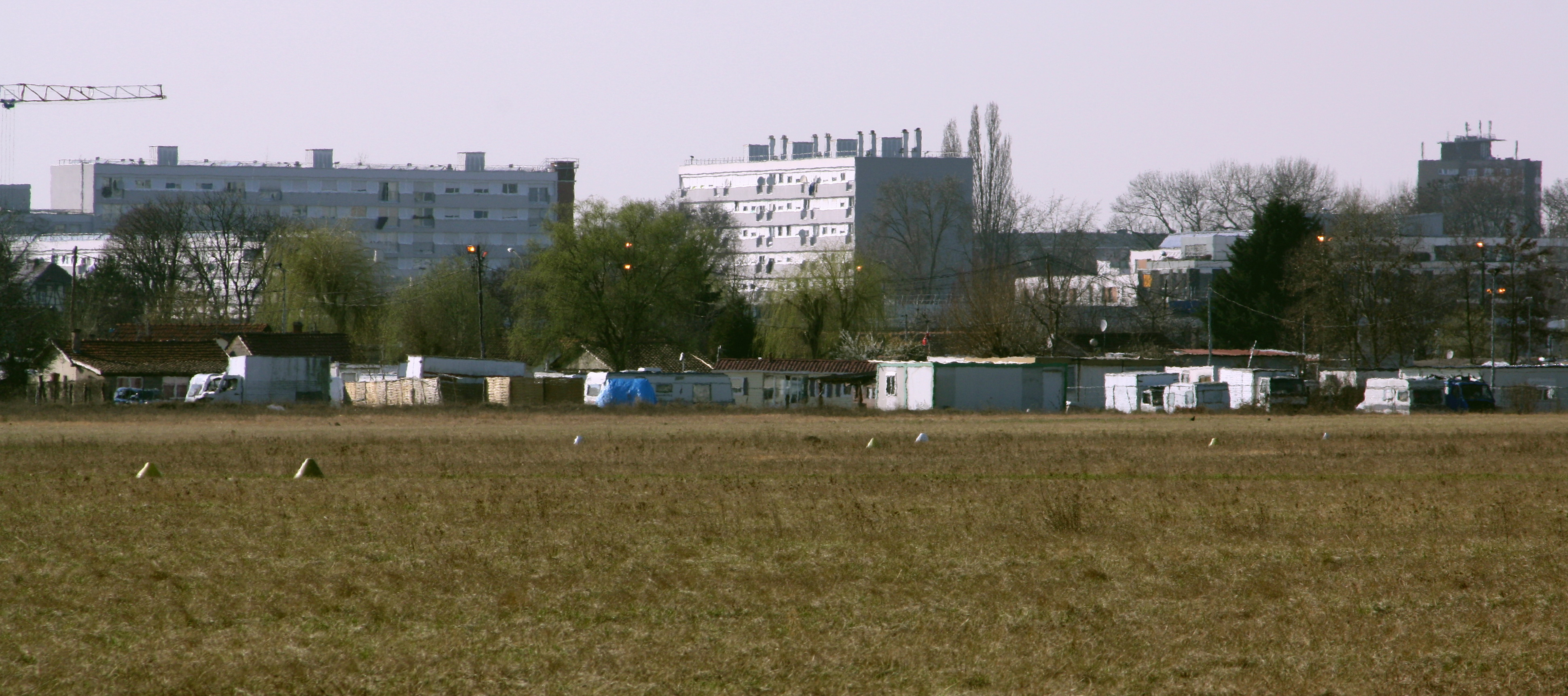
Aérodrome du Polygone avec la cité du Neuhof et les bidonvilles tziganes, banlieue de Strasbourg.

Plus on s’éloigne et plus on peut découper la banlieue sud de Paris en deux zones. D’un côté, il y a les bords de Seine où se regroupaient autrefois des populations ouvrières – aujourd’hui encore pour les communes les plus défavorisées –, mais d'autres également particulièrement aisées. On y observe ainsi les grandes cités des Yvelines (Chanteloup-les-Vignes, Sartrouville, Les Mureaux, Mantes-la-Jolie, Poissy, Achères, Limay, Aubergenville) et de l’Essonne (Évry, Courcouronnes, Grigny, Brétigny-sur-Orge, Corbeil-Essonnes, Fleury-Mérogis, Les Ulis, Massy, Longjumeau, Ris Orangis, Étampes…). Mais dans l'autre sens, de petites communes totalement différentes socialement, dans les Yvelines essentiellement avec Villennes-sur-Seine, Chatou, Croissy-sur-Seine, Maisons-Laffitte, mais aussi dans l'Essonne et la Seine-et-Marne : Etiolles, Draveil, Soisy-sur-Seine, Saint-Pierre-du-Perray ou Seine-Port la division sociale se produisant d'ailleurs de part et d'autre des rives de la Seine. De l’autre côté, on trouve des zones pavillonnaires où se regroupent des populations aisées (vallée de la Bièvre et de Chevreuse).
En France, les communes de banlieue sont de plus en plus regroupées au sein de communautés d'agglomérations indépendantes ou non d'une ville principale.
En ce qui concerne les représentations médiatiques, après avoir représenté une rupture avec la banlieue, les grands ensembles en sont devenus un symbole.
Dans son essai Les jeunes de banlieue mangent-ils les enfants ?, Thomas Guénolé développe le concept de balianophobie, un mélange de peur et de haine envers un jeune-de-banlieue imaginaire et stéréotypé. En 1968, le philosophe Henri Lefebvre dans le droit à la ville critique la fabrication productiviste des banlieues et explique en détail, ce qui distingue la ville et la banlieue. Aujourd’hui dans les médias, « les banlieues » sont souvent à tort réduites à certaines cités et à d’autres grands ensembles sensibles caractérisés par un déficit d’intégration sociale, un taux de chômage plus important que la moyenne, l’existence d’une économie parallèle, ou encore des phénomènes de violences urbaines. Ces cités et grands ensembles sont l’objet de politiques publiques importantes et sont notamment fortement étudiés par la sociologie. Ils peuvent également se caractériser par leur dynamisme, la présence d’une vie commune et de réseaux de solidarité plus forts que dans le reste de la banlieue.
Un exemple de réseau de solidarité créé en 1994, dans la banlieue lyonnaise : « Interpellé par la pauvreté sévissant à Vaulx-en-Velin, Eitel Moutome Douba porte son intérêt sur les causes et les moyens de lutter contre ce fléau. Pour clarifier son analyse, il participe à une réunion de travail portant sur le problème de l'exclusion dans les banlieues où le rôle des parents comme co-responsables de l'éducaton de leurs enfants est abordée. Aussi convient-il de remédier aux racines de l'exclusion, en empêchant la pauvreté de progresser. Pour cela il décide de subvenir aux besoins des familles en collectant les surplus alimentaires. » (Ce réseau fête ses 30 ans en 2024).

### Italie
Les périphéries de Rome possèdent une forme en archipels, mais qui font partie de la commune de la ville centre de sorte que de vastes espaces naturels traversent l'agglomération. La croissance urbaine exponentielle qu'a connu l'Italie durant le XXe siècle a amené la formation de 4 villes millionnaires : Rome, Turin, Naples, Milan. Les formes d'urbanisation qui ont suivi cette croissance était en grande partie désordonnée. En effet, l'Italie connaît depuis les années 1980 une crise de la planification urbaine, à tel point que l'urbanisation dans les banlieues italiennes est souvent laissée à des promoteurs privés. En outre, on trouve encore aujourd'hui aux périphéries de grandes villes telles que Turin ou Gênes des problèmes d'enclavement de certaines habitations. De petits bidonvilles persistent même aux marges des banlieues. Cette anarchie urbaine que connaît l'Italie est due en partie à l'absence totale de politique de la ville. En effet, l'État n'intervient qu'à l'échelle communale ou régionale, dispensant la mise en place de projets urbains. Un exemple d'intérêt pour l'étude de la sociologie urbaine est Via Ippodromo (San Siro, Milan).

### Pays-Bas
Les Pays-Bas sont l'un des pays les plus urbanisés au monde. L'étalement urbain important fait suite à une politique d'industrialisation du pays. La trame urbaine s'intensifie donc, créant à l'Est de multiples villes atteignant les 50 000 habitants. À l'Ouest tout au long de la côte s'est formé le Randstad Holland, (littéralement « Ville de la bordure de Hollande » en néerlandais), vaste conurbation réunissant les villes d'Utrecht, Amsterdam, La Haye et Rotterdam aux Pays-Bas. Elle totalise à elle seule 7,5 millions d'habitants, soit les 2/5 de la population du pays. La formation de cette conurbation est observable avec sa forme d'anneau, et s'étendant autour de territoires agricoles appelés le Cœur verdoyant.
La gestion de l'expansion urbaine aux Pays-Bas et du phénomène de conurbation s'est fait de manière pointue notamment concernant la préservation des espaces verts séparant chaque ville. La conurbation a aussi entraîné des problématiques liées au logement. On observe depuis 1950 un recul accru des habitations individuelles au profit d'immeubles bas.

## Amérique du Nord

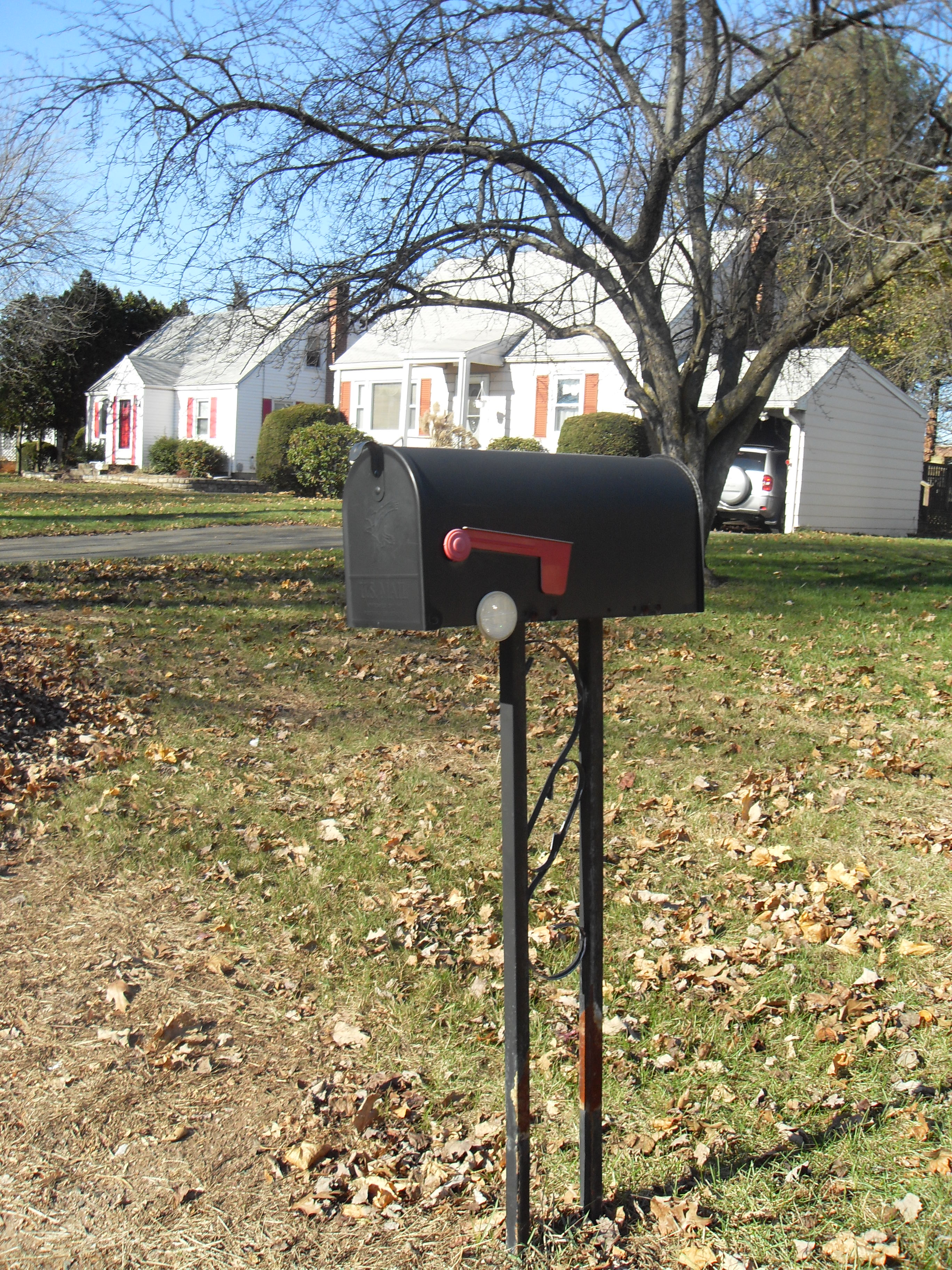
Suburb américaine dans le Connecticut.

La traduction la plus proche du terme « banlieue » en anglais est « suburb ». Le préfixe rend compte de l'aspect périphérique du phénomène. Aux États-Unis comme beaucoup d'autres territoires anglo-saxons, le terme « suburb » désigne généralement des zones avec une population basse appartenant à la classe moyenne et haute, dont les habitations sont construites pour la plupart sous forme de pavillons individuels comprenant un jardin. Ces banlieues étant généralement très grandes et éloignées du centre, une voiture est quasiment indispensable pour en sortir et pouvoir aller en ville ou ailleurs. La disposition urbaine des banlieues américaines reflète un mode de vie qui lui est rattaché.
Les centralisés urbaines en Amérique du Nord sont différentes de celles d'Europe. Les nord-Américains vivent pour plus de la moitié de la population en banlieue au sens européen du terme. Dans les années 1990, on compte 130 millions de personnes peuplant les banlieues. L'étalement urbain est tel que certaines banlieues constituent des centres secondaires et de nouvelles villes avec de nouvelles centralisés à part entière. Le géographe Hervé Vieillard-Baron dit dans son ouvrage Les Banlieues : « D'une certaine manière, la vie urbaine américaine s'est déplacée en banlieue au point d'en effacer le caractère périphérique ». De ce fait, à la différence des banlieues françaises, les suburbs américaines apparaissent nettement plus aisées que les banlieues françaises. En outre, les quartiers pauvres américains se distinguent par leur présence dans les premiers îlots issus de l'étalement urbain aujourd'hui situés en « centre-ville ». C'est tout le contraire en Europe et en particulier en France. Cependant, il ne faudrait pas généraliser le phénomène. La suburb américaine n'est pas encore un bloc social homogène uniquement reposé sur une frange aisée de la population. Les définitions de phénomènes sociaux aux États-Unis ne correspondent pas tout le temps aux réalités spatiales.
Les États-Unis utilisent le terme de metropolitan area (aire métropolitaine), dont la définition a varié au cours des derniers recensements, pour désigner l'espace qui englobe une agglomération et les zones périphériques qui lui sont liées du point de vue professionnel et commercial. Celles-ci sont omniprésentes aux États-Unis, étant l'une des causes de l'importance du secteur automobile américain. L'équivalent en français serait l'aire urbaine.
Au Canada, on parle de « région métropolitaine de recensement » à des fins statistiques, mais il y a aussi des administrations supramunicipales portant des noms différents selon les provinces ; par exemple au Québec, on compte les communautés métropolitaines de Montréal et de Québec. Les petites communautés (suburbs en anglais[citation nécessaire]) entourant de grandes villes peuvent être des villes incorporées, c’est-à-dire des « municipalités » avec leurs propres gouvernements[citation nécessaire], ou elles peuvent être non-enregistrées, avec, aux États-Unis, l’autorité gouvernementale donnée au comté. Les communautés incorporées sont les (villes, (en)towns et villages)[pas clair] tandis que les communautés non enregistrées, c’est-à-dire n’ayant pas le statut de « municipalité », sont les Census Designated Places (CDP).

## Asie
Depuis 1980, on observe dans les trois capitales de l'Est de l'Asie Tokyo, Pékin et Séoul une forte croissance démographique, concentrée notamment dans les périphéries. Les vastes régions urbaines se forment avec l'apparition de pôles urbains secondaires, étalées sur un rayon de parfois 100 km du centre.

### Traduction du terme banlieue
Il n'existe pas dans les trois langues de terme équivalent à celui que nous connaissons en français. Les régions administratives des villes sont plus importantes que celles d'Europe et ont la singularité de prendre en compte les zones rurales potentiellement urbanisables. Comme en Amérique du Nord, les formes d'exclusions sociales existent surtout dans certaines zones des interstices urbains de l'agglomération. Les différents termes dans ces trois langues expriment l'idée de faubourgs périphériques comme en japonais avec le mot Kogaï, où « ko » signifie faubourg, et « gaï » signifie en dehors de. Même schéma en coréen avec le terme Shioe où « shi » désigne la ville et « oe » à l'extérieur de.

### Corée du Sud
Séoul est le centre incontesté de la Corée du Sud. Le pays, connaissant une macrocéphalie urbaine, concentre les majeures parts de l'activité économique du pays. Elle est responsable de près du tiers du PNB du pays. Centre tertiaire, industriel, politique, économique, elle connaît dans les années 1970 un afflux de provinciaux et populations rurales. Cela a pesé sur la dispersion spatiale des populations faisant de Séoul une des métropoles les plus denses du monde avec 175 habitants par hectare en 1990. En 1995, la métropole atteint les 20 millions d'habitants, soit 40 % de la population nationale.
Dans les années 1970, la progression urbaine prend différentes formes à Séoul. Au Nord du Han apparaissent une trame de maisons individuelles accompagnées par un parc immobilier important. Au Sud-Est, les populations se rassemblent dans des grands ensembles. Vieillard-Barron dit dans son ouvrage Les Banlieues : « Le Sud, qui ne rassemblait qu'un quart de la population en 1970, en regroupe pratiquement la moitié en 1995 ». L'apparition soudaine des tanji, grands ensembles coréens, a eu un impact singulier sur le paysage urbain, délimitant de manière brutale la campagne de la ville. Toutefois, les grands ensembles n'ont pas eu le même rôle qu'en France, véritable outil d'urbanisation en Corée, et moyen de transformation sociale en France. Les images négatives de ces formes architecturales n'ont pas lieu en Corée, et plus largement en Asie de l'Est.

### Japon
Au Japon où 55 millions de Japonais vivent dans les trois mégalopoles de Tokyo, Osaka et Nagoya sur 6 % du territoire, et avec 85 % de population urbaine, le terme de ville au Japon n'a sans doute pas le même sens qu'ailleurs. La banlieue japonaise n'a pas la même histoire qu'en France et en Europe. Au Japon, l'urbanisation a constitué une mosaïque de formes architecturales différentes, passant de grands ensembles à des immeubles plus bas et des pavillons individuels.
L'urbanisation à Tokyo s'est faite sous forme rationnelle dès 1956. Certains plans ont tenté de freiner l'étalement urbain, mais ont dû être abandonnés en raison de la croissance démographique. En 1976, l'État japonais permet la création de villes satellites et de zones industrielles afin de capter les activités économiques, mais aussi réduire la bulle immobilière qui se crée au centre de Tokyo. Une des singularités de la métropole de Tokyo et plus largement de l'urbain au Japon est sa constante expansion. À ce titre, les flux de population se font en majeure partie par les transports en commun. Une ligne de métro formant une ceinture périphérique de 36 km entoure le centre-ville à l'image du périphérique parisien, ajouté à cela une vingtaine de lignes radiales quadrillant la métropole.

### Chine
En Chine, à Pékin, la ville s'articule autour de cercles concentriques, dessinant 5 périphériques autour du centre, calqué sur un schéma carré rappelant la Cité interdite. Pékin a cependant connu plusieurs phases d'extension, dépendant notamment des régimes politiques en place. En 1949 avec l'arrivée au pouvoir de Mao Zedong, la ville perd son poids commercial réduit à son minimum, et accentue ses fonctionnalités administratives et industrielles. En périphéries, l'agriculture est omniprésente dans le cadre du projet maoïste, faisant de la rurbanisation un élément important dans la société chinoise. De ce fait, Mao souhaite supprimer la distinction entre ouvriers et paysans. Dans les années 1950 se développent des résidences collectives comprises entre 50 000 et 100 000 habitants ouvriers de l'industrie, basés sur une uniformisation des appartements, des espaces communs comme les cuisines et les toilettes. Dans les années 1960, le gouvernement entreprend la révolution culturelle qui proposera une urbanisation anarchique avec des bâtis de mauvaise qualité.
Dès 1983, dans le sens du virage néolibéral, un plan directeur est mis en place par l'État voulant d'une part restructurer la ville ancienne, aménager la proche et la grande banlieue. L'objectif est de faire de Pékin la vitrine de la société chinoise et du pays aux yeux du monde. Les transports, l'industrie de pointe, mais aussi les communications y sont développées à partir de 1993. La culture de la ville est donc de plus en plus présente dans la société chinoise, et l'État souhaite créer de nouvelles logiques économiques et sociales en modernisant le caractère urbain à Pékin, mais aussi dans d'autres agglomérations du pays.
Cependant, le huji mis en place par le gouvernement tend à contenir les flux de populations entre les campagnes et la ville, mais aussi entre les zones périphériques, les banlieues et les centres.

## Pays en voie de développement

### Banlieues défavorisées
L'étalement urbain dans les pays en développement a explosé depuis la fin de la Seconde Guerre mondiale. Si cette croissance urbaine a largement été traduite par un exode rural important, il est désormais justifié par un accroissement naturel positif. La ville est un recours à l'expression du rejet du rural dans ces pays. L'accumulation de population dans les périphéries des métropoles de ces pays illustre non pas le rejet de la densification urbaine comme c'est le cas dans en Amérique du Nord ou en Europe, mais par l'attachement à l'urbanité au prix de l'insalubrité des habitations. L'une des caractéristiques des banlieues dans les pays en développement réside dans l'insalubrité des habitations. Cependant, il n'y a pas toujours une corrélation entre habitat de fortune précaire et misère. En effet, dans les zones périphériques se divisent en plusieurs sous-quartiers. Les zones d'habitats précaires sont hétérogènes selon les types de matériaux, l'ancienneté des quartiers et de la population, la capacité des populations d'un quartier à s'être intégrée au milieu urbain, etc. Les quartiers les plus insalubres et spontanés faits à partir de matériaux de récupération sont appelés bidonvilles. La traduction varie en fonction du pays. On appelle les bidonvilles Favélas au Brésil, villas miserias en Argentine, barricadas au Pérou, tugurios en Bolivie, barracas au Venezuela, bustees en Inde, geçekondus en Turquie, etc..
Ces habitats insalubres dans les pays en développement sont facteurs de nombreuses inégalités sociales au sein de l'espace urbain. Souvent, les habitants se reposent sur l'entraide entre voisins et vieilles connaissances afin d'organiser la vie sociale à l'échelle la plus fine.
Cependant de plus en plus, une organisation foncière voit le jour dans certains pays. Au Brésil, des projets portés sur les favelas tentant de régulariser certains quartiers face au marché de l'immobilier informel voient le jour tout au long des années 1990. Si globalement les objectifs de régularisation foncière n'ont pas abouti, il est à souligner que ces préoccupations sociales inquiètent désormais sur le plan politique. Malgré ces efforts, rien n'entrave aux logiques de ségrégation que font face certains quartiers des favelas.
Elles se trouvent souvent sur des sols marécageux, pentus ou inutilisables pour l’agriculture. La résorption des bidonvilles a consisté à repousser encore plus loin du centre-ville les familles et groupes habitants de ces bidonvilles. En dispersant ainsi les personnes, les réseaux d’aide et de survie, fondés sur les relations entre les gens, se trouvent cassés. Il est donc encore plus difficile pour ces habitants de sortir de cette situation.
En Afrique du Sud, il existe également des townships. Ils se distinguent des bidonvilles, car ils sont construits en durs et ont une existence légale. Leurs constructions sont souvent planifiées par les architectes de la ségrégation raciale (très grande en Afrique du Sud malgré la fin de l’Apartheid). Les townships d’Afrique du Sud regroupent les habitants de couleurs, principalement les Noirs et peuvent compter jusqu’à près de deux millions d’habitants comme à Soweto. De plus, certaines banlieues sont les théâtres de guerres et de violences entre les différentes ethnies qui rendent la vie des habitants encore plus difficile. Dans les Favelas la pauvreté peut même amener la formation de gangs qui luttent pour le contrôle de la ville. Le chômage y est très élevé et il reste difficile, voire impossible, de se sortir de cette situation sans rémunération. La majorité des emplois se trouve dans le centre-ville qui est éloigné et dont l’accès est rendu difficile par l’absence de transports. De plus, le manque d’éducation des habitants ne les favorise pas dans la recherche d’un emploi. Ils sont donc souvent obligés de faire travailler leurs enfants ou même de les vendre. Ainsi nous arrivons à un cercle vicieux : les migrants sont obligés de s’installer dans les bidonvilles ; comme ils sont dans les bidonvilles, ils n’ont pas de travail ; comme ils n’ont pas de travail, ils n’ont pas d’argent ; comme ils n’ont pas d’argent, ils ne peuvent pas payer d’études à leurs enfants qui eux non plus ne pourront donc pas trouver de travail. D’après les estimations de l’ONU, la terre compte plus d’un milliard de personnes vivant dans les bidonvilles et en comptera 1,4 milliard en 2020 soit autant que de Chinois[réf. nécessaire]. Ce nombre augmente très vite puisque 27 millions de personnes rejoignent les bidonvilles chaque année. Même si ces chiffres couvrent l’ensemble de la planète, ils concernent essentiellement les PED.
Les politiques de « retour à la terre », souvent autoritaires et brutales, ont d'ordinaire échoué. C'est un aspect que négligent souvent les critiques de cet exode rural (voir colloque international de Cerisy, juin 2007). La mise en place de politique d'inspiration libérale par ces mêmes pays est un autre déterminant significatif. Imposées par différents organismes internationaux tels que le FMI, la Banque mondiale, ces politiques déstructurent les espaces ruraux et les empêchent de s'adapter à la croissance démographique. En conséquence de ces politiques, plusieurs pays d'Afrique anciennement producteurs, importent leurs poulets, entraînant la paupérisation des populations agricoles. Ainsi l’Afrique a vu sa population tripler entre 1950 et 1995 alors que celle des villes a été multipliée par neuf. Elle compte aujourd’hui vingt-cinq villes millionnaires, et elle pourrait même atteindre la soixantaine en 2020. Les logements en centre-ville étant trop chers pour ces nouveaux arrivants, ces derniers se sont installés dans les banlieues et ont donc fait grossir les périphéries. La ville du Caire forme un exemple de ville où les migrants sont arrivés plus nombreux que ce que la ville le prévoyait puisqu'ils ont été obligés de s’installer à des endroits où l’aménagement n’était pas planifié. De plus l’accroissement naturel étant élevé dans les PED, l’augmentation de la population des villes se fait sentir davantage. Les 14 villes qui connaissent les croissances démographiques les plus importantes au monde se situent dans les PED.

### «Banlieues riches»
Depuis quelques années apparaissent des banlieues aisées dans les PED. En effet, des familles fortunées souhaitent s’écarter du centre-ville pour éviter la pollution sans pour autant se rapprocher des zones plus pauvres. Ces quartiers amènent donc une ségrégation sociale : les minorités aisées restent entre elles et ignorent totalement les autres couches plus pauvres. Certains quartiers résidentiels ressemblent étrangement aux quartiers des classes moyennes américaines : les suburbs. En effet on y trouve un grand nombre de maisons identiques ayant une architecture occidentale et de quoi pratiquer les loisirs des Occidentaux.
Certains millionnaires choisissent même de vivre dans de véritables ghettos. Cet isolement volontaire a pour but de défendre leurs richesses, car l’insécurité de ces pays oblige les personnes ayant plus d’argent que la moyenne à se protéger. Cependant, ils profitent de cet isolement pour bénéficier des aménagements de luxe et de l’espace des banlieues. Pour obtenir cette place disponible, les pauvres sont chassés encore plus loin de la ville.Pour se protéger davantage des vols et des contacts avec le reste de la population, des systèmes défensifs sont mis en place : des murs élevés, des barbelés, des alarmes et une intervention en cas d’intrusion. L’administration des villes préfère donc utiliser beaucoup d’espace pour quelques riches ayant de l’influence nationale ou internationale que pour une majorité de pauvres.
En réalité, l'exode des populations aisées vers la banlieue est plus ancien. Elle se manifeste à la jonction du XIXe et du XXe siècle d'une part pour les ouvriers les moins pauvres et la nouvelle classe moyenne à travers le concept utopique de cité-jardin, visant à faire habiter ces populations dans de petits ensembles ayant l'atmosphère d'un village reconstitué, loin du tumulte des grandes métropoles. Si cela n'a pas un objectif de ségrégation sociale, c'est bien pourtant ce qui arrive, appliqué pour la bourgeoisie qui délaisse l'hôtel particulier ou l'appartement cossu en centre-ville pour une villa entouré d'un jardin à la périphérie des grandes villes. Sans pour autant être réalisable partout, ce modèle acquiert un statut d'idéal, sans pour autant être assimilable aux manoirs et châteaux traditionnels des grandes fortunes (la villa Hügel des Krupp, la Bankfield House des Akryod ou la résidence Belle Vue des Crossley). D'un coût et d'une taille plus modeste, la villa en banlieue, note l'historien Eric Hobsbawm, « était conçue pour facilier la vie privée plutôt que pour mettre en valeur le statut social de ses propriétaires ou servir de cadre à des réceptions mondaines ». Il s'agissait surtout d'accroitre le confort urbain en rassemblant géographiquement une même classe sociale. En se regroupant, note encore Hobsbawm, « cet exode témoign[e] d'un certain renoncement de la bourgeoisie à son rôle de classe dominante ». Il cite ainsi une instruction d'un riche Américain à son fils, vers 1900 : « Laisse Boston avec tous ses impôts et son gâchis politique. Marie-toi et fais construire en banlieue ; inscris-toi au country club, et ne pense à rien d'autre qu'à ton club, à ton foyer et à tes enfants ».

### Banlieues industrielles
Il est très difficile de généraliser la situation des banlieues industrielles des PED, car il existe une très grande variabilité entre ces différents pays et entre les villes au sein d’un même État. En effet, on peut remarquer que le Brésil fait partie des 10 plus grands pays industriels dans le domaine de l’automobile, de l’armement et de l’électronique alors que l’industrie de l’Afrique subsaharienne est très en retard et peu diversifiée. Cependant, les PED essaient dans la majorité des cas d’inciter les industries des pays développés à délocaliser en proposant des tarifications douanières avantageuses, des investissements privilégiés, une politique fiscale avantageuse, des ouvriers plus qualifiés qu’auparavant et un développement des infrastructures. L’industrie asiatique, surtout chinoise et indienne, est plutôt dynamique. En effet, elle profite de bas prix de la main-d’œuvre non qualifiée. Les conditions de travail n’y sont pas faciles : par exemple les ouvriers chinois de l’usine McDonald's travaillaient jusque 11 h/jour et 6 j/semaine en plus des 70 heures supplémentaires par mois pour un salaire inférieur à 75 dollars.
Ces ouvriers font partie des couches sociales les plus défavorisées et vivent donc généralement dans les banlieues pauvres décrites précédemment. De plus, on remarque que l’activité industrielle peut avoir des répercussions directes sur la population : pollution, manque d’eau… Par exemple, les 52 usines Coca-Cola et les 38 Pepsi-Cola présentes en Inde pompent 1 million et 1,5 million de litres d’eau par jour polluant par la suite les cours d'eau. Le pompage des nappes pratiqué par ces usines empêche la population de se fournir en eau potable. C'est à la fois une menace pour l’environnement et la santé des populations déjà pauvres des banlieues.

## Culture

### Banlieues, Ghetto & Réduction des identités dans la culture
Les banlieues, souvent appréhendées comme des ghettos par les élus et les techniciens de l’urbanisme, induisent de nombreux préjugés qui affectent les représentations et l’insertion de ces populations multiethniques (Genestier, 1990). Ces stéréotypes tirent d’ailleurs leur origine dans le sentiment de peur que cultive la société majoritaire face à ces quartiers, où les questions urbaines s’articulent surtout autour de la sécurité (Boucher, 2001), en manquant d’adresser les conséquences de cette ségrégation sociale et spatiale sur les populations concernées, à savoir les différents mécanismes d’exclusion sociale, le rôle de l’État et les causes favorisant la criminalité (Kokoreff, 2009). En fait, la précarité économique et la dépréciation du lien social sont des facteurs participant à un écart de cette population, souvent caricaturée comme « une classe dangereuse », « inassimilable aux valeurs de la République » et « imprévisible » (Boucher, 2001). Dans ce contexte, cet espace physique statique et sans mutation encourage la naissance d’une mémoire collective, axée sur des référents identitaires sociaux et migratoires. Cela permet l’apparition d’une sous-culture visant essentiellement à matérialiser certaines revendications (Marlière, 2008). Le terme sous-culture est à souligner, puisque celle-ci est grandement dévalorisée et connotée, en comparaison de la culture populaire.
Dans ce fil d’idées, l’aspect créatif et expressif du rap est passé sous silence, sous le couvert de la délinquance de cette jeunesse enflammée, où c’est principalement sa face bruyante ou dangereuse qui est mise de l’avant. Le rap, tel que médiatisé, correspond donc, à tort, à un profond malaise sociétal vécu et perpétué par les banlieues, notamment via l’image des « jeunes de cité ». Cette même image, adaptée au cinéma, caricature et réduit l’identité de ces personnes en les enfermant dans une attitude unique où le développement psychologique de ces derniers est souvent absent (Chemartin et Dulac 2005). D’ailleurs, ces films marquent aussi un effacement des origines des acteurs, puisqu’ils sont appelés à incarner des rôles stigmatisés, étant principalement soumis à des problèmes de délinquances, de pauvreté, de violences, de chômage ou de confrontation avec la classe dominante (Hargreaves 2003). Alors, la diversité ethnique dans les films condamne les personnages à subir un système d’inégalités et de dysfonctionnement, faisant partie d’une couche sociale économiquement inférieure (Hargreaves 2003).

### Littérature
La littérature s'est emparée du thème de la banlieue dès le XIXe siècle. Par exemple, Hector Malot dans ses romans pour Patrick décrit une banlieue encore largement rurale, positivée par rapport[style à revoir] aux bas-fonds de Paris intra-muros et à la pollution qui y règne. François Coppée évoque[Où ?] quant à lui la banlieue ainsi :
« J'adore la banlieue avec ses champs en friche
Et ses vieux murs lépreux, où quelque ancienne affiche
Me parle de quartiers dès longtemps démolis. »
Le poète Jacques Prévert consacre dans son recueil Paroles tout un (long) poème à la ville d'Aubervilliers.
La littérature francophone est depuis quelques années soucieuses de récupérer les thèmes liés à l'immigration et à l'intégration et œuvre vers l'émergence d'une conscience et d'une identité de l'afropéanité. Les auteurs les plus représentatifs de ce courant sont pour le moment Léonora Miano, Calixthe Beyala, Abd al Malik, , etc.
Dans le cadre des concentrations sociales — et non ethnique — sous forme de ghettos sociaux, Daniel S. Larangé relève la formation d'une religiosité altermondialiste rejetant le modèle du néolibéralisme et participant à la vitalité d’un islam des banlieues multiethnique, qu’il dénomme « religioCité ». Pour cela, il s’appuie sur la lecture des auteurs afropéens qui dénoncent les carences du gouvernement et des promesses illusoires de la démocratie. Alors que le désenchantement et la constitution des démocraties ont assuré la montée de la sécularisation des sociétés en parallèle avec leur laïcisation, l’inertie sociale, l’incapacité des démocraties à résoudre les crises économiques tout en maintenant une politique d'immigration, l’échec de la laïcité pour maintenir une morale républicaine respectueuse des traditions favorisent le rapprochement des « maux sociaux » avec les « mots religieux ».

### Cinéma
- Aubervilliers, Éli Lotar, 1945 (court-métrage)
- Mon oncle, Jacques Tati, 1958
- Terrain vague, Marcel Carné, 1960
- L'amour existe, Maurice Pialat, 1961 Citation : « l’ennui est le principal agent d’érosion des paysages pauvres. »
- Deux ou trois choses que je sais d'elle, Jean-Luc Godard, 1967
- Elle court, elle court la banlieue, Gérard Pirès, 1973
- Suburbia, États-Unis, 1984
- De bruit et de fureur, Jean-Claude Brisseau, 1988
- Edward aux mains d'argent, Tim Burton, 1990
- La Haine, Mathieu Kassovitz, 1995
- Bye Bye, Karim Dridi, 1995
- Raï, Thomas Gilou, 1995
- État des lieux, Jean-François Richet, 1996
- 100 % Arabica, Mahmoud Zemmouri, 1997
- Ma 6-T va crack-er, Jean-François Richet, 1997
- Salut cousin !, Merzak Allouache, 1997
- De l'autre côté du périph, Bertrand Tavernier, 1997 (documentaire)
- American Beauty, Sam Mendes, 1999
- Le Ciel, les oiseaux et ta mère !, Djamel Bensalah, 1999
- Wesh wesh, qu'est-ce qui se passe ?, Rabah Ameur-Zaïmeche, 2001
- Il était une fois dans l'oued, Djamel Bensalah, 2005
- L'Esquive, Abdellatif Kechiche, 2004
- Banlieue 13, Pierre Morel, 2004
- Projet Banlieue, documentaire québécois, 2005
- Le Journal de Dominique, film de Cyril Mennegun pour Un autre regard, 2006
- Neuilly sa mère, film de Gabriel Julien-Laferrière, 2009
- La Cité rose, film de Julien Abraham, 2013
- Banlieusards, film de Kery James et Leïla Sy, 2019

- Pour la France, voir Catégorie:Film sur la banlieue française

### Musique
Les premières chansons françaises à évoquer explicitement la banlieue remontent aux années 1930, avec des chansons comme La Zone par Fréhel (1933), Aux quatre coins de la banlieue par Damia (1936), Ma banlieue par Reda Caire (1937), Banlieue par Robert Lamoureux (1953). Ces chanteurs donnent alors une image hédoniste, récréative et ensoleillée, pour ne pas dire bucolique, de la banlieue.
Un chanteur comme Léo Ferré mentionne à plusieurs reprises les banlieues populaires et prolétaires de Paris dans ses chansons pour les opposer à la ville-centre, jugée implicitement bourgeoise et conservatrice. Un chanteur comme Renaud donne à son tour de la banlieue une image renouvelée, à la fois urbaine, délinquante et tapageuse, à travers les thématiques de la « zone » et du « loubard », faisant le lien vers le rap français, qui émerge au milieu des années 1980 et fait de la banlieue un de ses thèmes centraux, nombre de ses représentants en étant originaires.
L’album The Suburbs (2010) du groupe montréalais Arcade Fire évoque le quotidien dans les banlieues résidentielles américaines et la mentalité qui en découle.